# Ermek Sakenov
Ermek Sakenov (19 agosto 1987) è un pugile kirghiso.

## Palmarès
- Campionati asiatici

Ammann 2013: bronzo nei pesi superleggeri.